# Липовец (город)
Ли́повец (укр. Липовець) — город в Винницкой области Украины. Входит в Винницкий район. Административный центр Липовецкой городской общины, до 2020 года был административным центром упразднённого Липовецкого района.

## Географическое положение
Расположен на р. Соб (левый приток Южного Буга).

## История

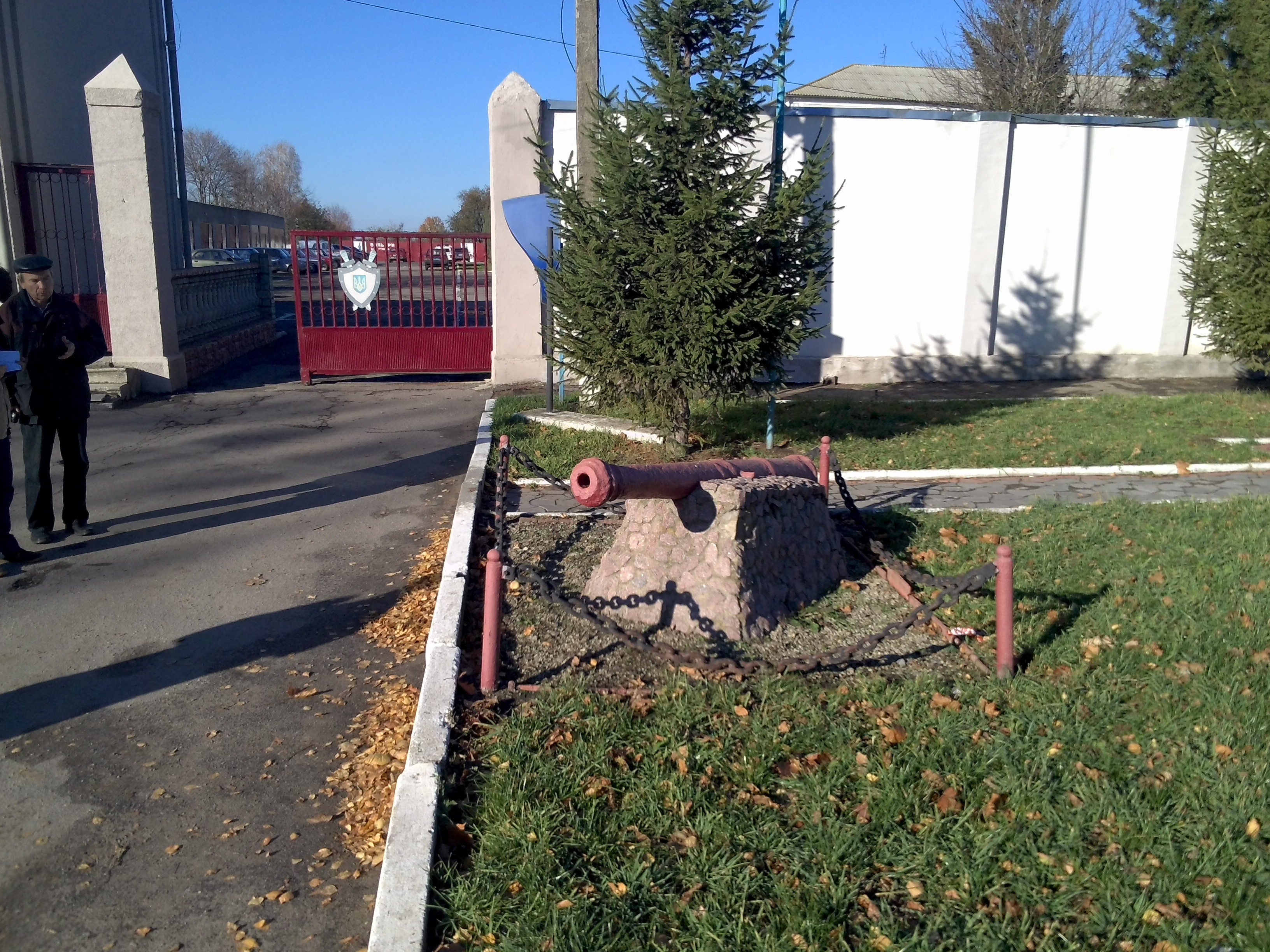
Казацкая пушка XVII века

О наличии поселения на месте современного Липовца свидетельствуют находки здесь античных монет V в. до н. э. — II в. н. э. Первое письменное упоминание о Липовце датируется 1545 годом. Также существует гипотеза, что отмеченное в Русской летописи за 1150 поселение Куниль лежало в пределах современного микрорайона города Скакунка.
Липовец возник на древнем чумацком пути в верхнем течении реки Соб в пределах исторической земли Брацлавщины.
В XVI веке Айсин Верхний (как тогда называлось поселение) привлекает переселенцев из Волыни и с 1601 года переходит под собственность крупнейшего украинского магната Януша Острожского. С 1602 появляется название Липовец, и он становится городом. В 1628 году здесь насчитывалось 1100 домов, или в полтора раза больше, чем в Киеве. Был и свой староста — Ярош Чернявский.
В 1795 году стал уездным городом.
В 1875 году здесь насчитывалось 802 дома и 6710 жителей, действовали два кирпичных и один винокуренный завод (на которых работали 25 рабочих), две православные церкви, католический костел и две синагоги.
В 1896 году здесь насчитывалось 8968 жителей, действовали два мукомольных завода, два табачных завода, винокуренный завод, кирпичный завод, городское 2-классное мужское и женское училища, городская больница (с 5 врачами), две православные церкви, католический костел, синагога и 6 еврейских молитвенных школ.
5.04.1921 — … в городе Липовец Киевской губернии располагалось управление 1-го Киевского конного корпуса Червонного казачества им. Всеукраинского Центрального Исполнительного Комитета (с 10.08.1921) Киевского военного округа (с 27.05.1922 Украинского ВО) Вооружённых Сил Украины и Крыма. Командир корпуса В. М. Примаков (26 октября 1920 — лето 1923).
В мае 1995 года Кабинет министров Украины утвердил решение о приватизации находившихся в городе АТП-10544, опытного завода, СПМК-73, райсельхозтехники и райсельхозхимии.

## Население
В январе 1989 года численность населения составляла 9764 человека.
На 1 января 2013 года численность населения составляла 8727 человек.

### Языковой состав
Во время переписи 2001 года 98,41 % населения города указали украинский язык родным, 1,40 % — русский, 0,19 % — другие языки.

## Современное состояние
Кирпичный завод, комбинат хлебопродуктов. Осенью 2012 года запущен завод по производству яблочного сока.

## Транспорт
В 13 км от города — ж.д. станция Липовец (на линии Христиновка — Казатин).

## Известные уроженцы
- Влодек, Лев Львович – архитектор.
- Зиндельс, Абрам Моисеевич — Герой Советского Союза.
- Литинский, Генрих Ильич – композитор.
- Архип Осипов — рядовой Тенгинского полка, герой обороны Черноморской береговой линии
- Столярский, Пётр Соломонович – скрипач, народный артист УССР